# 長吻副半節魴鮄
長吻副半節魴鮄，為輻鰭魚綱鮋形目牛尾魚亞目黃魴鮄科的其中一種，分布於西太平洋的新喀里多尼亞海域，棲息深度412-467公尺，體長可達13.7公分，為深海底棲性魚類，屬肉食性，生活習性不明。

## 擴展閱讀
維基物種上的相關：長吻副半節魴鮄